# Charles Seale-Hayne
Charles Hayne Seale-Hayne, PC, JP (* 22. Mai 1833; † 22. November 1903 in Mayfair, City of Westminster) war ein britischer Politiker der Liberal Party, der unter anderem zwischen 1885 und 1903 Mitglied des Unterhauses (House of Commons) und von 1892 bis 1895 Generalzahlmeister (Paymaster General) war.

## Leben
Seale-Hayne war der Sohn von Charles Seale-Hayne und dessen Ehefrau Louisa Jennings sowie ein Enkel von John Henry Seale, der zwischen 1832 und seinem Tode 1844 ebenfalls Mitglied des Unterhauses war und am 31. Juli 1838 als Baronet geadelt wurde.
Er selbst diente als Offizier im 2. Miliz-Regiment der Grafschaft Devon (2nd Devon Regiment of Militia) und wurde am 1. Januar 1858 zum Captain sowie am 18. November 1863 zum Major befördert. Am 23. Juli 1864 wurde er Lieutenant Colonel der 2nd Administrative Brigade of Devonshire Artillery Volunteers. Er wurde am 24. November 1885 als Kandidat der Liberal Party für den Wahlkreis Ashburton in Devon erstmals Mitglied des Unterhauses. Er hatte dieses Mandat bis zu seinem Tode am 22. November 1903 inne. Er fungierte zeitweise als Friedensrichter (Justice of the Peace) der Grafschaft Devon. Am 25. August 1892 wurde er Generalzahlmeister (Paymaster General) und bekleidete dieses Amt bis zum 21. Juni 1895. Am 25. August 1892 wurde er in den Kronrates (Privy Council) aufgenommen.
Seale-Hayne, der die Anwesen Pitt House, Fuge House und Kingswear Castle in Devon bewohnte, starb kinderlos und ermöglichte durch sein Testament 1919 die Gründung des Seale-Hayne College, das 2005 Teil der Plymouth University wurde.